# Wolfersdorf (Germania)
Wolfersdorf è un comune tedesco di 2 335 abitanti, situato nel land della Baviera.